# Chelan (Volk)
Die Chelan (gespr. scha-lan) zählen zu den als Native Americans bezeichneten Indianern im US-Bundesstaat Washington. Sie zählen zur Gruppe der Binnen-Salish und sprachen den Wenatchee-Dialekt.
Ursprünglich lebten sie östlich der Kaskadenkette (Cascade Range), der Gebirgskette, die den regenreichen Westen und den trockenen Osten Washingtons voneinander trennt.

## Geschichte
Anfang des 19. Jahrhunderts erwähnte der Pelzhändler Alexander Ross die Tsill-anes, die er zur Oakinacken nation rechnete. Sie trieben mit den Küsten-Salish Handel, mussten dazu aber zunächst den langen Chehalis-See überqueren, um dann nach Überquerung der Cascade Range einem gefährlichen Pfad entlang den Skagit River zu erreichen, der zum Puget Sound führte. Die mündliche Überlieferung weiß allerdings auch von weniger friedlichen Kontakten.
Am 14. November 1872 ereignete sich ein schweres Erdbeben, und die ersten katholischen Missionare nutzten die daraus resultierenden Ängste, um ihre Arbeit voranzutreiben. Der Chelan-Häuptling Nmosize (Innomoseecha Bill) wehrte sich jedoch dagegen und brannte die Missionsstation des Jesuiten Alexander Diomedi nieder. Dennoch erbauten die Chelan wenig später eine katholische Kirche namens Old Wapato Church am See, nahe dem heutigen Manson.
1880 errichtete die amerikanische Armee einen Posten namens Camp Chelan am unteren Lake Chelan. Er diente der Überwachung des nordwärts bis zur kanadischen Grenze reichenden Reservats. Im Zuge des Vertrags mit Chief Moses nahmen auch einige Chelan ihren Wohnsitz am See. Doch 40 bis 50 Männer unter Führung von Long Jim weigerten sich, und es kam zu Auseinandersetzungen, bei denen drei seiner Männer im Gefängnis des Reservats inhaftiert wurden. Long Jim verlagerte den Kampf vor die Gerichte, doch unterlag er dort.
Die Chelan gehören zu einem der Stämme, die im Colville-Reservat aufgingen, den Confederated Tribes of the Colville Reservation.